# قدرة (قانون)
تحدد سعة المقدرة للأشخاص الطبيعيين والاعتباريين في العادة ما إذا كانوا قادرين على إحداث تغيرات ملزمة على حقوقهم وواجباتهم والتزاماتهم، مثل المقدرة على الزواج أو الاندماج في أنشطة تجارية وأيضا في إبرام العقود وتقديم هدايا وإمكانية كتابة وصية. القدرة هي جانب من جوانب المكانة القانونية وكلاهما يحددهما قانون الأحوال الشخصية للشخص:
- بالنسبة للأشخاص الطبيعيين، قانون الموطن أو قانون مكان الإقامة المشتركة بين الولايات القضائية، وأيضا  قانون الجنسية سوف يحدده قانون التأسيس، أو قانون الإقامة الاعتيادية في دول القانون المدني.
- بالنسبة للأشخاص الاعتباريين، قانون مكان التأسيس، يستمد من قانون التأسيس لتخصيص الشركات مع أشكال أخرى من الكيان التجاري وقدرتها إما من قانون المكان التي تأسست فيه أو قوانين الولايات التي هي أسست حيز الوجود لأغراض تبعاً لطبيعة الكيان والمعاملات تجارية.

عندما يحظر القانون أو يمنع أي شخص من ممارسة أنشطة محددة، فإن أي اتفاقات أو عقود للقيام بذلك اما ان تكون قابلة للإبطال أو لاغية بسبب العجز. في بعض الأحيان يشار إلى هذا العجز القانوني باسم عدم الكفاءة.

## نقاش
كجزء من العقد الاجتماعي بين الدولة ومواطنيها، تتبنى الدولة دور الحامي لأفراد المجتمع الأضعف فالأضعف. في شروط السياسة العامة، هذه هي سياسة تُسمى parens patriae. ومماثلا لذلك، لدى الدولة مصلحة اجتماعية واقتصادية مباشرة في تعزيز التجارة، لذلك ستحدد أشكال المشاريع التجارية التي قد تعمل داخل أراضيها، وتضع القواعد التي تسمح لكل من الشركات وتلك التي ترغب في التعاقد معهم فرصة عادلة لكسب القيمة المعقولة. هذا النظام يعمل بشكل جيد حتى أنه تسبب في زيادة الحركة الاجتماعية والتجارية. الآن أصبح الناس يتاجرون بشكل روتيني ويسافرون عبر حدود الولاية (جسديا وإلكترونياً)، لذا فإن الحاجة هي توفير الاستقرار عبر خطوط الولاية نظرًا لأن القوانين تختلف من ولاية إلى أخرى. وهكذا، بمجرد تحديدها بموجب قانون الأحوال الشخصية، أصبح الناس يحملون قدراتهم (قوانينهم الخاصة) معهم مثل جواز السفر سواء كانوا قد سافروا أم ل. وبهذه الطريقة، لن يكتسب أي شخص أو يفقد قدرته على حسب القوانين المحلية، على سبيل المثال إذا لم يكن لدى امرأة القدرة على الزواج من ابن عمها بموجب قانونها الشخصي (قاعدة من الأقارب)، فلا يمكنها التهرب من هذا القانون بالسفر إلى دولة تسمح بهذا الزواج.

### أشخاص طبيعيون
تم فرض قيود على حريات الأفراد القياسية. هذه القيود هي استثناءات من السياسة العامة لحرية التعاقد والحقوق الإنسانية والمدنية التفصيلية التي يتمتع بها الشخص ذو الأهلية العادية. وبالتالي على سبيل المثال، يمكن تعديل حرية الحركة، ويمكن سحب حق التصويت، إلخ. مع تطور المجتمعات لمعاملة أكثر مساواة على أساس الجنس والعرق، تمت إزالة العديد من حالات العجز القديمة. على سبيل المثال، اعتاد القانون الإنجليزي على معاملة النساء المتزوجات على أنهن يفتقرن إلى القدرة على امتلاك ممتلكات أو التصرف بشكل مستقل عن أزواجهن (تم إلغاء آخر هذه القواعد بموجب قانون إجراءات إقامة المسكن والزواج لعام 1973، الذي أزال موطن الزوجة من التبعية لأولئك المتزوجين بعد عام 1974، بحيث يمكن أن يكون للزوج والزوجة مساكن مختلفة.

#### القاصر (قانونياً)
يختلف تعريف الشخص غير البالغ أو القاصر بين الولايات، حيث تعكس كل ولاية الثقافة والتحيزات المحلية في تحديد سن الرشد وعمر الزواج وسن التصويت وما إلى ذلك. في العديد من الولايات القضائية، تكون العقود القانونية التي يكون فيها أحد الطرفين المتعاقدين (على الأقل) قاصرًا قابلة للإبطال بواسطة القاصر. عندما يخضع القاصر لإجراء طبي، يتم تحديد موافقة أحد الوالدين أو الوصي القانوني. يتم تحديد الحق في التصويت في الولايات المتحدة حاليًا بـ18 عامًا، بينما يتم تحديد الحق في شراء واستهلاك الكحول غالبًا بـ21 عامًا بموجب قانون الولايات الأمريكية. هنالك حلات خاصة لبعض القوانين، مثل قوانين الزواج، بين الجنسين وتسمح للمرأة بالزواج الأصغر سناً. هناك حالات قد يكون فيها الشخص قادراً على اكتساب القدرة في وقت أبكر من الوقت المحدد من خلال عملية التحرر. على عكس ذلك، تسمح العديد من الدول بعدم خبرة الطفولة بأن تكون شرطًا عذرًا للمسؤولية الجنائية وتعيين عصر المسؤولية الجنائية لمواكبة التجربة المحلية للمشاكل السلوكية الناشئة. بالنسبة للجرائم الجنسية، يحدد سن الرضا المسؤولية المحتملة للمتهم البالغ.
وكمثال على المسؤولية في العقود التجارية، ينص القانون في معظم كندا على أن القاصر غير ملزم بالعقود التي يبرمها إلا لشراء الضروريات وعقود الخدمة المفيدة. يجب أن يدفع الأطفال السعر العادل فقط مقابل السلع والخدمات الضرورية. ومع ذلك ينص قانون الرضع في كولومبيا البريطانية (RSBC 1996 c.223) على أن جميع العقود بما في ذلك الضروريات وعقود الخدمة المفيدة، غير قابلة للتنفيذ ضد الرضيع. فقط قروض الطلاب والعقود الأخرى التي يتم تنفيذها على وجه التحديد بموجب النظام الأساسي ستكون ملزمة للرضع في تلك المقاطعة.
في العقود المبرمة بين شخص بالغ وغير بالغ، يكون البالغون مقيدين ولكن قد يفلت الأطفال من العقود وفقًا لخيارهم (أي العقد قابل للإلغاء) قد يصادق الأطفال غير البالغين على عقد عند بلوغ سن الرشد. في حالة العقود المنفذة عندما يكون الرضيع قد حصل على بعض الفوائد بموجب العقد، فإنه لا يستطيع تجنب الالتزامات ما لم يكن ما تم الحصول عليه بلا قيمة. عند نبذ العقد، يمكن لأي من الطرفين التقدم بطلب إلى المحكمة. يجوز للمحكمة أن تأمر بالرد أو التعويض أو الوفاء بالعقد. جميع العقود التي تنطوي على نقل العقارات تعتبر صالحة حتى يتم الحكم على خلاف ذلك.

#### القصر والقدرات التعاقدية
يمكن للقاصر (عادة أقل من 18 عامًا) إلغاء عقد تم إبرامه، بصرف النظر عن الحالة. ومع ذلك، يجب أن يكون العقد بالكامل غير مؤكد. اعتمادًا على الاختصاص القضائي، قد يُطلب من القاصر إعادة أي من البضائع التي ما زالت في حوزته. وأيضًا يتم بشكل عام الاعتراف بمعاملات المقايضة مثل شراء عنصر بيع بالتجزئة مقابل دفعة نقدية من خلال خيال قانوني لا يتمثل في العقود بسبب عدم وجود وعود باتخاذ إجراء في المستقبل. لا يجوز للقاصر التنصل من هذه التجارة.
- عدم التأكيد - يجب أن يكون في الوقت المناسب. على سبيل المثال يعتبر العقد الذي يتجاوز عامين من بلوغ سن الرشد مصدقا عليه. لا يزال يُسمح للقُصَّر بالإحباط، حتى لو تم تشويه سنهم. لن يواجهوا انتهاكات ضد الأذى. بعض الدول لا تسمح بعدم الرضا إذا كان لا يمكن إرجاع الاعتبار.
- الالتزامات - ترى معظم الدول أن القاصر يجب أن يعيد البضاعة (اعتباراً) فقط إذا كانت البضاعة لا تزال في حوزة القاصر. تطلب العديد من الولايات من القاصر إعادة الشخص البالغ (الطرف الآخر) إلى في الحالة التي كانوا فيها قبل إبرام العقد. بدأ القاصرون يتحملون المسؤولية عن الأضرار أو البلى أو غير ذلك من الأشياء المعنية عند العودة. تعتبر بعض الدول دعوى قضائية ضد الضرر بمثابة إنفاذ للعقد وغير مسموح به.
- المسؤولية - بالنسبة للضروريات، يجب أن يكون العنصر المتعاقد عليه ضروريًا لوجود القاصر، ويجب أن تكون القيمة أعلى من مستوى المعيشة الحالي أو الوضع المالي/الاجتماعي أي أن القيمة لا تكون مبالغ فيها)، يجب ألا يكون القاصر تحت رعاية أحد الوالدين/الوصي المطلوب لتزويد العنصر. يمكن اعتبار القاصر مسؤولاً عن عقد شراء سلع فاخرة (تلك التي ليست في النطاق المالي/الاجتماعي/مستوى المعيشة).
- التصديق - قبول وإعطاء القوة القانونية لالتزام ما. التصديق الصريح (للقاصر) ينص صراحة، شفهيا أو كتابيا على أن القاصر ينوي الالتزام بالعقد. التصديق الضمني هو عندما يكون سلوك القاصر غير متسق مع سلوك عدم الرضا أو عندما يفشل القاصر في تأكيد عقد منفذ خلال فترة معقولة.

بشكل عام تبني المحاكم قرارها على ما إذا كانت القاصر، بعد بلوغه سن الرشد، قد أتيحت له فرصة كبيرة للنظر في طبيعة الالتزامات التعاقدية التي دخل فيها كقاصر ومدى أداء الطرف البالغ من العقد. وكما ذكرت إحدى المحاكم، "الغرض من عقيدة القاصر هو حماية" القاصرين من تبذير ثرواتهم بحماقة من خلال عقود غير ملائمة مع أشخاص أذكياء يستفيدون منهم في السوق ".

#### الجنون والمرض العقلي والحالة الصحية
قد يكون لدى الأفراد حالة جسدية متأصلة تمنعهم من تحقيق المستويات الطبيعية للأداء المتوقع من الأشخاص في سن مماثلة، أو قد يكون سبب عدم قدرتهم على مطابقة مستويات الأداء الحالية عن طريق الإصابة بالمرض. أيا كان السبب إذا كان الشرط الناتج هو أن الأفراد لا يستطيعون رعاية أنفسهم، أو التصرف بطرق مخالفة لمصالحهم فإن هؤلاء الأشخاص معرضون للخطر من خلال التبعية ويتطلبون حماية الدولة من مخاطر سوء المعاملة أو الاستغلال. وبالتالي فإن أي اتفاقات تم إبرامها تكون لاغية، ويجوز للمحكمة أن تعلن أن هذا الشخص يجنح للدولة ومنح التوكيل الرسمي للوصي القانوني المعين.
في إنجلترا وويلز هذه وظيفة محددة لمحكمة الحماية وجميع المسائل المتعلقة بالأشخاص الذين فُقدوا أو يتوقعون فقدانهم قريبًا، يتم تنظيمها بموجب قانون القدرات العقلية لعام 2005. وهذا ينص على توكيلات دائمة للمحاماة والتي بموجبها يمكن التعامل مع القرارات المتعلقة بالصحة والرفاهية والأصول المالية للشخص الذي فقد أهليته لصالح هذا الشخص.
في أيرلندا، صدر قانون (القدرة) على اتخاذ القرارات في عام 2015. يعالج هذا القانون قدرة الأشخاص ذوي الإعاقات الذهنية. وترد المبادئ العامة في المادة 8 من القانون.
ينشأ هذا النوع من المشكلات في بعض الأحيان عندما يعاني الأشخاص من أشكال معينة من المشكلات الطبية مثل فقدان الوعي أو الغيبوبة أو الشلل الشديد أو حالات الهذيان أو من الحوادث أو الأمراض مثل السكتات الدماغية أو غالبًا عندما يصاب كبار السن ببعض أشكال الإعاقة الطبية أو العقلية مثل مرض هنتنغتون، أو مرض آلزهايمر، أو مرض أجسام ليوي. غالبًا ما يكون هؤلاء الأشخاص غير قادرين على الموافقة على العلاج الطبي والتعامل مع الأمور المالية وغيرها من الأمور الشخصية. إذا كان الشخص المصاب قد أعد مستندات مسبقة حول ما يجب القيام به في مثل هذه الحالات، غالبًا في صندوق ائتمان حي قابل للإلغاء أو مستندات ذات صلة، فقد يكون الوصي القانوني المذكور قادراً على تولي شؤونه المالية وغيرها. إذا كان الشخص المصاب يمتلك ممتلكاته أو يشاركها مع زوج أو شخص آخر قادر، فقد يكون الشخص القادر قادراً على تولي العديد من الشؤون المالية الروتينية. خلاف ذلك من الضروري في كثير من الأحيان تقديم التماس إلى المحكمة -مثل محكمة الوصايا- بأن الشخص المصاب يفتقر إلى الأهلية القانونية ويسمح للوصي القانوني بتولي شؤونه المالية والشخصية. تم وضع الإجراءات ومراجعة المحكمة، بناءً على مجال الاختصاص القضائي، لمنع استغلال ولي الأمر للعجز. يوفر الوصي بشكل دوري محاسبة مالية لمراجعة المحكمة.
في القانون الجنائي، والقانون العام التقليدي قواعد ناغتين تعفى المسؤولية من جميع الأشخاص إذا لم يعلموا ماذا فعلوا أو لم يفعلوا أو أن فعلهم صواب أو خطأ. وكانت عواقب هذا العذر أن هؤلاء المتهمين احتُجزوا إلى أجل غير مسمى أو حتى أقرت السلطات الطبية بأنه من الآمن إعادتهم إلى المجتمع. كان يُعتقد أن هذه النتيجة شديدة القسوة، لذا فقد استحدثت القوانين الدفاعات الجديدة التي ستقيد أو تقلل من مسؤولية المتهمين بارتكاب جرائم إذا كانوا يعانون من مرض عقلي في الوقت المناسب

#### السكر أو تعاطي المخدرات
على الرغم من أن الأفراد قد يكونون قد استهلكوا كمية كافية من المواد المسكرة أو المخدرات لتقليل أو القضاء على قدرتهم على فهم ما يفعلونه بالضبط إلا أن مثل هذه الظروف هي ذاتي التأثير وبالتالي فإن القانون لا يسمح عمومًا برفع أي دفاع أو عذر لأي تصرفات تؤخذ بينما يكون الشخص عاجز. تسمح الدول الأكثر سخاء للأفراد بالتنصل من الاتفاقات في أقرب وقت رصين، لكن شروط ممارسة هذا الحق صارمة.

#### الإفلاس
إذا وجد الأفراد أنفسهم في موقف لم يعد بإمكانهم فيه سداد ديونهم، فإنهم يفقدون وضعهم كقيمة ائتمان ويصبحون في حالة إفلاس. تختلف الدول حول الوسائل التي يمكن بموجبها التعامل مع التزاماتها المعلقة على أنها مستوفاة وعلى المدى المحدد للحدود الموضوعة على طاقاتها خلال هذا الوقت، لكن بعد إبراء الذمة تُعاد إلى طاقتها الكاملة. في الولايات المتحدة يوجد لدى بعض الولايات الأمريكية قوانين خاصة بالإنفاق والتي بموجبها يمكن اعتبار أن المنفق غير المسؤول يفتقر إلى القدرة على إبرام العقود (في أوروبا، وتسمى هذه القوانين قوانين المعجزات) وقد يتم رفض كلتا المجموعتين من القوانين خارج الحدود الإقليمية بموجب السياسة العامة على أنه يفرض وضع جزائي محتمل على الأفراد المتضررين.

#### الأجانب الأعداء أو الإرهابيين
خلال أوقات الحروب أو الحروب الأهلية ستحد الدولة من قدرة مواطنيها على تقديم المساعدة أو المساعدة بأي شكل من الأشكال لأولئك الذين يتصرفون ضد مصالح الدولة. وبالتالي فإن جميع العقود التجارية وغيرها من العقود مع «العدو»، بما في ذلك الإرهابيون، تعتبر باطلة أو معلقة حتى يتم الاتفاق على وقف الأعمال القتالية.

### هيئات تجارية

#### الشركات
يعتمد مدى قدرة الشخص الاعتباري على قانون مكان التأسيس والأحكام التمكينية المدرجة في الوثائق التأسيسية للتأسيس. القاعدة العامة هي أن أي شيء غير مدرج في قدرة الشركة، سواء صراحةً أو ضمنيًا، هو مخالفات كبيرة، أي «تتجاوز سلطة» الشركة، وبالتالي قد لا تكون قابلة للتنفيذ من قبل الشركة، ولكن الحقوق والمصالح غير البريئة عادة ما تكون الأطراف التي تتعامل مع الشركات محمية.

#### الشراكات العامة والمحدودة
هناك تقسيم واضح بين مقاربة الدول لتعريف الشراكات. تعامل مجموعة من الدول الشراكات العامة والمحدودة على أنها مجمعة. من حيث السعة، هذا يعني أنهم ليسوا أكثر من مجموع الأشخاص الطبيعيين الذين يديرون الشركة. المجموعة الأخرى من الدول تسمح للشراكات بأن يكون لها شخصية قانونية منفصلة والتي تغير قدرة «الشركة» وأولئك الذين يديرون أعمالهم ويجعلون مثل هذه الشراكات أشبه بالشركات.

#### النقابات
في بعض الولايات، تكون للنقابات العمال قدرة محدودة ما لم يكن أي عقد مبرم يتعلق بأنشطة نقابية.

#### الإعسار المالي
عندما يصبح كيان تجاري معسرًا يمكن تعيين مسؤول أو مستلم أو أي موظف قانوني آخر مماثل لتحديد ما إذا كان يجب على الكيان الاستمرار في التداول أو بيعه حتى يتسنى للدائنين استلام كل أو جزء من الأموال المستحقة لهم. خلال هذا الوقت تكون قدرة المنشأة محدودة بحيث لا يتم زيادة التزاماتها بشكل غير معقول وعلى حساب الدائنين الحاليين.